# エウデル・クリストヴァン
エウデル・クリストヴァン（Hélder Marino Rodrigues Cristóvão、1971年3月21日 - ）は、アンゴラ出身の元ポルトガル代表サッカー選手。ポジションはDF。ポルトガル黄金世代の守備陣を支え、代表戦35試合に出場した。

## 経歴
国内でSLベンフィカなどで実績を残したあと、スペインのデポルティーボ・ラ・コルーニャへ移籍し、スーペル・デポルの黄金期を支えた。
代表でも、UEFA EURO '96に出場するなど結果を残したが、後年にアベル・シャビエルやパウロ・マデイラらが台頭したため、キャリアの前半に多く出番があった。

## タイトル
ベンフィカ
- プリメイラ・リーガ: 1993-94[1]
- タッサ・デ・ポルトガル: 1992-93, 1995-96, 2003-04[1]

デポルティーボ
- コパ・デル・レイ: 2001-02[2][3]
- スーペルコパ・デ・エスパーニャ: 2000[4]